# Fotbalová reprezentace Felvidéku
Fotbalová reprezentace Feldivéku reprezentuje maďarskou menšinu na Slovensku. Feldivék je maďarský název pro Horní Uhry (přesněji pro ekvivalent Horní země). Reprezentace byla členem CONIFA, organizace pro reprezentace, které nejsou členy FIFA. Protože není členem FIFA ani UEFA, nemůže se účastnit mistrovství světa ani mistrovství Evropy.
V letech 2015 a 2017 se zúčastnila Evropského poháru, v roce 2015 obsadila 4. místo a v roce 2017 7. místo.